# St. Hilaire Cemetery Extension
St. Hilaire Cemetery Extension is een begraafplaats gelegen in de Franse plaats Frévent (Pas-de-Calais). De militaire graven worden onderhouden door de Commonwealth War Graves Commission.
De begraafplaats telt 304 geïdentificeerde Gemenebest graven uit de Eerste Wereldoorlog.